# 博尔加峡湾县
博尔加峡湾县，冰岛的一个传统县，位于西部区。主要城市有阿克拉内斯。南部与乔萨尔县接界，区域内有格莱姆瀑布（Glymur），是冰岛最高的瀑布。

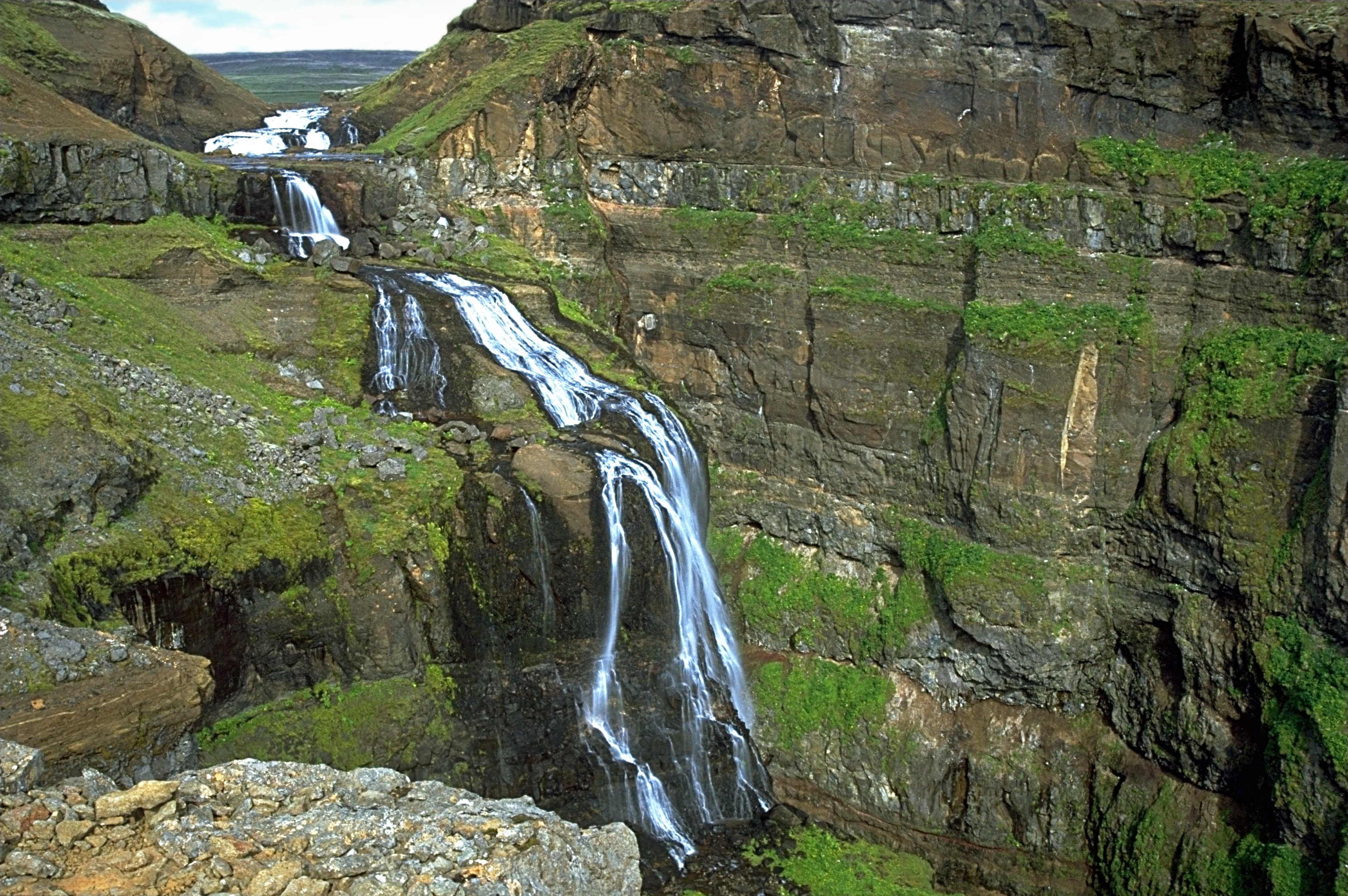
格莱姆瀑布